# Laši
Laši (dawniej Tyzenhauz, Alt Lassen, Lassen, Łaszumujża, Łasmujża) – wieś na Łotwie w novadsie Górna Dźwina, w pagastsie Eglaine, 1,5 km na północny zachód od Eglaine i 12 km na zachód od Iłukszty.

## Historia
Książę Gotthard Kettler przekazał leżące tu dobra rycerzowi Ottonowi Taube w 1562 roku. W latach 1610–1728 majątek był własnością rodziny Fittinghof. W pierwszej połowie XIX wieku właścicielem dóbr Tyzenhauz był Konstanty Tyzenhauz (1786–1853) pułkownik wojsk napoleońskich, późniejszy ornitolog, mąż Walerii z domu Wańkowicz (1805–1843). Po śmierci Konstantego majątek ten odziedziczyła ich córka Maria (1827–1890), która w 1842 roku wniosła go w posagu swemu mężowi Aleksandrowi Przezdzieckiemu (1814–1871) herbu Pierzchała. Kolejnym właścicielem Tyzenhauza był ich syn Konstanty Przezdziecki (1846–1897) żonaty z Elżbietą Plater-Zyberk (1844–1907), a ostatnim tutejszym dziedzicem był ich syn Rajnold Przezdziecki (1884–1955), historyk i dyplomata.
Po III rozbiorze Polski w 1795 roku Tyzenhauz, wcześniej wchodząc w skład Księstwa Kurlandii i Semigalii Rzeczypospolitej, znalazł się na terenie okręgu zelburskiego, ujezdu iłłuksztańskiego guberni kurlandzkiej Imperium Rosyjskiego. Na przełomie XIX i XX wieku leżał na terenie parafii Iłukszta. Od końca I wojny światowej miejscowość należy do Łotwy, która w okresie 1940–1990, jako Łotewska Socjalistyczna Republika Radziecka, wchodziła w skład ZSRR.

## Zbór
Pierwszą luterańską świątynię zbudowaną przed 1596 rokiem przeniesiono tu w 1610 roku. Urodził się w 1714 roku tu pastor Gotthard Friedrich Stender. W 1805 roku zbudowano zbór, który istnieje do dzisiaj. Był remontowany w latach 1888, 1936–1937 oraz w 2004 roku. 
Wewnątrz kościoła zachował się oryginalny ołtarz, ambona i ołtarz „Chrystus na krzyżu”, barokowe organy zbudowane w 1789 roku. W dzwonnicy wisi dzwon ofiarowany parafii w 1936 roku. W ogrodzie kościoła znajduje się cmentarz poległych w czasie I wojny światowej żołnierzy armii niemieckiej.

## Nieistniejący pałac
Prawdopodobnie wcześniej istniejący tutejszy dwór lub zamek został pod koniec XIX wieku znacznie rozbudowany przez Konstantego Przezdzieckiego na nowoczesny pałac. Został przebudowany w stylu neogotyckim na planie długiego i szerokiego prostokąta, z cegły, o dwóch kondygnacjach i bardzo skomplikowanej bryle, z wieloma ryzalitami, ostrołukowymi otworami, łącznikami, trzykondygnacyjnymi skrzydłami i czterokondygnacyjną wieżą. Druga wieża górowała nad innym skrzydłem, od strony parku, z żeliwną iglicą z przeznaczeniem na maszt dla chorągwi rodowej właścicieli.
O wnętrzach pałacu nic nie wiadomo.
W czasie I wojny światowej pałac został wraz z całą jego zawartością wysadzony w powietrze przez cofające się wojska rosyjskie.
Rezydencję otaczał rozległy park krajobrazowy, płaski od strony podjazdu, a po stronie ogrodowej opadający w dół. 
Obok pałacu stała zbudowana z granitu kaplica rodzinna, również w neogotyckim stylu, która ostała się po roku 1918.
Majątek Tyzenhauz został opisany w 3. tomie Dziejów rezydencji na dawnych kresach Rzeczypospolitej Romana Aftanazego. Został również szczegółowo opisany w książce Memento kresowe Antoniego Urbańskiego w 1929 roku.